# 緯來育樂台
緯來育樂台 ( 英語 : Videoland Max TV )，前稱緯來洋片台，是緯來電視網旗下結合運動賽事轉播及歐美電影與影集於一台的綜合性頻道。
2005年，定頻於有線電視70頻道 ( 後來改為71頻道 ) 。由於緯來電視網在中華職棒該季季中接手全部的賽事，將當時的緯來洋片台作為賽事分流。後因應節目安排變更頻道營運規劃，於該年6月10日改名為「緯來育樂台」。
2016年11月25日起，改為16:9比例播送，節目標誌仍為4:3。
2019年3月4日，啟用高畫質版本「緯來育樂台HD」，並陸續在數位有線電視升為HD畫質。

## 歷年頻道名稱
- 緯來洋片台：2004年1月1日至2005年6月9日
- 緯來育樂台：2005年6月10日至今

## 外部連結
- 緯來育樂台 （页面存档备份，存于）（繁體中文）
- 緯來育樂台的Facebook專頁（繁體中文）
- YouTube上的緯來育樂台頻道（繁體中文）